# بوالفضل
بوالفَضل در بیان شاهنامه اشاره دارد به نام ابوالفضل محمّد بن عبیدالله بلعمی، دستور خردمند و پُرهنر ِنصر بن احمد سامانی که مردی ادیب و فرزانه بود.
بر مبنای روایت شاهنامه، بوالفضل به فرمان  ِنصر بن احمد، کلیله و دمنه را از زبان تازی به پارسی برگردان نمود و رودکی آن را به چکامه (شعر) پارسی درآورد.
این یکی از ابیاتی است که طی آن، فردوسی از بوالفضل نام برده‌است:
| گران مایه بوالفضل دستور او |  | که اندر سخن بود گنجور او |